# Acostemma walkeri
Acostemma walkeri är en insektsart som beskrevs av George Willis Kirkaldy 1900. Acostemma walkeri ingår i släktet Acostemma och familjen dvärgstritar. Inga underarter finns listade i Catalogue of Life.